# Soundstorm (Festival)
Das Soundstorm ist ein dreitägiges Musikfestival im Bereich der elektronischen Tanzmusik, das seit 2019 jährlich im Dezember in Riad, der Hauptstadt Saudi-Arabiens stattfindet. Es ist das größte Musikfestival im Nahen Osten.

## Geschichte
Das Soundstorm wurde im Rahmen der Riyadh Season, einer Reihe von Sport-, Kultur- und Unterhaltungsveranstaltungen, die von Oktober bis März in verschiedenen Zonen von Riad organisiert werden, 2019 ins Leben gerufen. Es ist eng mit der saudischen Vision 2030 verbunden, einem weitreichenden Reformprogramm, das darauf abzielt, das Königreich in eine diversifizierte, vom Öl unabhängige Wirtschaft zu führen. Die Förderung von Kultur, Unterhaltung und Tourismus spielt dabei eine zentrale Rolle.
Das Festival ist Ausdruck der Bemühungen, Saudi-Arabien sowohl für internationale Reisende zu öffnen als auch die inländische junge Bevölkerung des Landes zu erreichen, die ein wachsendes Interesse an westlicher Musik und modernen Unterhaltungsmöglichkeiten hat.
Mit Ausnahme des Jahres 2020, in dem das Festival aufgrund der COVID-19-Pandemie abgesagt wurde, findet das Soundstorm seit 2019 jährlich im Dezember statt. Das Festivalgelände befindet sich in einem Wüstenbereich nördlich von Riad und erstreckt sich über 5,5 Millionen Quadratmeter. Es besteht aus mehreren Bühnen. 2023 wurden laut Veranstalter über 600.000 Besucher gezählt.
Kritiker werfen der Regierung Saudi-Arabiens vor, durch Veranstaltungen wie dem Soundstorm die internationale Aufmerksamkeit von Menschenrechtsverletzungen und repressiven Politiken abzulenken.

## Künstler (Auswahl)
| Jahr | Datum                | Künstler |
| ---- | -------------------- | --- |
| 2019 | 19. bis 21. Dezember | Martin Garrix, David Guetta, Afrojack, Steve Aoki |
| 2020 |                      | Aufgrund der COVID-19-Pandemie abgesagt |
| 2021 | 16. bis 19. Dezember | Armin van Buuren, Alesso, The Chainsmokers |
| 2022 | 01. bis 03. Dezember | Bruno Mars, DJ Khaled, Post Malone, Steve Aoki |
| 2023 | 14. bis 16. Dezember | The Black Eyed Peas, Calvin Harris, Chris Brown, David Guetta, H.E.R., Metallica, 50 Cent, Wizkid, Wiz Khalifa, Travis Scott, Swedish House Mafia, Martin Garrix, J Balvin |
| 2024 | 12. bis 14. Dezember | Eminem, Linkin Park, Camila Cabello, Calvin Harris, Muse, Afrojack, Jason Derulo, David Guetta, Martin Garrix                                                              |
| 2025 | 11. bis 13. Dezember | |